# Autun (kaas)
De Autun is een Franse kaas. Het is een geitenkaasje, gemaakt van rauwe geitenmelk, met een natuurlijke, onbewerkte korst. De kaas komt uit Bourgondië.
Het is een zacht smakend kaasje, met een rijpingstijd van 2 à 3 weken.